# Seznam masakrů v Česku v letech 1939–1945
V následujícím seznamu jsou uvedeny masakry, tj. incidenty, při kterých došlo k zabití více než pěti nebojujících osob (neozbrojených civilistů, vězňů nebo válečných zajatců), a ke kterým došlo na území Česka, tehdy Protektorátu Čechy a Morava (případně v oblasti Sudet) pod nacistické okupace Československa Nacistickým Německem, a následně po osvobození země a rané Třetí československé republiky od března 1939 až do konce roku 1945. Je zde tak zahrnuto masové násilí na českém území jak ze strany německé okupační moci v období druhé světové války, tak civilní oběti armád osvobozujících Československo a také oběti poválečného násilí, povětšinou páchaného etnickými Čechy na českých Němcích, a oběti tzv. divokého odsunu Němců z Československa. 
Jediným zde uvedeným masakrem spáchaným mimo české území výjimkou je největší jednodenní masová vražda českých občanů v historii, která byla spáchána v rodinném táboře Terezín v Auschwitz II-Birkenau v pozdějším Polsku ve dnech 8. až 9. března 1944. V rámci procesu holokaustu docházelo dalším k jednodenním hromadným vraždám českých občanů v nacistických koncentračních táborech mimo české země, např. v Malém Trostenci 28. srpna 1942 (999 zabito); Riga, 28. srpna 1942 (1001 zabito); Mauthausen, 24. října 1942 (262 zabito); Mauthausen, 10. dubna 1945 (235 zabitých) atd. Pokud není uvedeno jinak, oběti byly české národnosti.

## Protektorát Čechy a Morava
| Name                                              | Date                               | Location           | Deaths      | Notes |
| ------------------------------------------------- | ---------------------------------- | ------------------ | ----------- | --- |
| Následky studentských protestů 17. listopadu 1939 | 17. listopadu 1939                 | Praha              | 9           | Devět vůdců vysokoškolských studentských protestů bylo popraveno a asi 1500 studentů bylo posláno do koncentračních táborů, kde 35 bylo popraveno nebo později zemřelo. |
| První stanné právo (První heydrichiada)           | 28. září 1941 – 19. ledna 1942     | Praha              | nejméně 247 | Celkový počet byl odhadnut na 1500, včetně popravených a dalších úmrtí v koncentračních táborech; oběti byly různých etnik, většinou čeští křesťané a čeští židé. |
| První stanné právo (První heydrichiada)           | 28. září 1941 – 19. listopadu 1941 | Brno               | nejméně 239 | Celkový počet obětí se odhaduje na 1000, včetně popravených a dalších úmrtí v koncentračních táborech); oběťmi byli čeští křesťané a čeští židé. |
| Masakr v Lidicích                                 | 10. června 1942                    | Lidice             | 181         | Během vyhlazení a demolice obce Lidice bylo zastřeleno 172 mužů, v Praze dalších devět lidických mužů. Kompletní bilance nejméně 318, v koncentračních táborech bylo zabito 52 žen a 85 dětí z Lidic, starší zdroje uvádějí 340. |
| Masakr v Ležákách                                 | 24. června 1942                    | Ležáky             | nejméně 33  | Celkový počet byl odhadnut na 44, včetně dalších úmrtí v koncentračních táborech. |
| Likvidace koncentračního tábora Terezín           | 8. – 9. března 1944                | Auschwitz-Birkenau | 3,792       | Oběťmi byli čeští Židé; přibližně 144 000 Židů, většina tehdejších českých občanů, bylo posláno do koncentračního tábora Terezín; asi čtvrtina vězňů (33 000) zemřela v Terezíně. Když byl tábor zlikvidován, vězni byli posláni do Polska; přestože k polským vraždám došlo mimo území České republiky, šlo o největší masovou vraždu českých občanů v historii. |
| Masakr v Životicích                               | 6. srpna 1944                      | Životice           | nejméně 36  | Finální počet obětí byl 44, zabitých včetně úmrtí v koncentračních táborech; oběťmi bylo 35 etnických Poláků, 8 Čechů a jeden Němec. |
| Masak sestřelených amerických letců u Kaplic      | 9. prosince 1944                   | Kaplice            | 5           | Pět sestřelených amerických pilotů, z nichž všichni byli neozbrojení a vzdali se, zastřelili rakoušní nacisté Karl Lindemeyer a Franz Strasser. Lindemeyer spáchal 8. května 1945 sebevraždu. Strasser byl zatčen americkými úředníky a postaven před soud za válečné zločiny. Byl shledán vinným ze zastřelení dvou letců, odsouzen k smrti a 10. prosince 1945 oběšen. |
| Pochod smrti                                      | 24. ledna 1945                     | Brandýs nad Orlicí | 18          | Oběti byli různých národností. |
| Pochod smrti                                      | 13. a 14. dubna 1945               | Stod               | 241         | Oběti byli různých národností. |
| Masakr v Jablunkově                               | 13. dubna 1945                     | Jablunkov          | 12          | Oběťmi byli polští vězni zavraždění gestapem. |
| Pochod smrti                                      | 15. dubna 1945                     | Nýřany             | okolo 100   | Oběti byli různých národností. |
| Masakr v Mikulově                                 | 15. dubna 1945                     | Mikulov            | 21          | Jednalo se o masovou vraždu maďarských židovských vězňů pracujících v hliněné jámě. |
| Masakr v Kyjově                                   | 14. dubna 1945                     | Kyjov              | nejméně 7   | Celkový počet obětí byl 9, včetně dvou mužů následně zastřelených na ulici. |
| Masakr v Ploštině                                 | 19. dubna 1945                     | Ploština           | nejméně 24  | Úplný počet mrtvých byl 28, včetně následných poprav. |
| Masakr v Zákřově                                  | 20. dubna 1945                     | Zákřov             | 19          | |
| Vojenský soud v Medlánkách                        | 21. dubna 1945                     | Brno-Medlánky      | 15          | |
| Masakr v Prlově                                   | 23. dubna 1945                     | Prlov              | nejméně 19  | Úplný počet mrtvých byl 23, včetně následných poprav. |
| Masakr u Salaše                                   | 29. dubna 1945                     | Bunč               | 21          | |
| Masakr u Suchého                                  | 30. dubna 1945                     | Suchý              | 10          | |
| Masakr v Letovicích                               | začátej května 1945                | Letovice           | 19          | Těla 19 zavražděných válečných zajatců německého gestapa byla objevena 15. května 1945. |
| Poslední poprava v Terezíně                       | 2. května 1945                     | Terezín            | 52          | Na přímý rozkaz Karla Hermanna Franka byli zavražděni „nejnebezpečnější“ političtí vězni; většina obětí byli čeští komunisté. Součást nacistické okupace Čech, Moravy a Slezska a holocaustu. |
| Poprava v Lazcích                                 | 2. května 1945                     | Olomouc-Lazce      | 23          | Zabito bylo 21 účastníků či rukojmích zajatých během povstání v Přerově a 2 místní členové odboje. |
| Poprava v pevnosti XIII                           | 2. května 1945                     | Olomouc-Nová ulice | 17          | Zajatí účastníci povstání v Přerově a rukojmí byli popraveni. |
| Pochod smrti                                      | 3.–6. května , 1945                | Olbramovice        | 82          | Oběti byli různých národností. |
| Pochod smrti                                      | 4.–6. května , 1945                | Podbořany-Kaštice  | nejméně 268 | Celkový počet obětí byl asi 600, včetně těch, kteří byli zabiti přímo a těch, kteří zemřeli na cestě z Johanngeorgenstadtu do Lovosic. Oběti byly různých etnik. |
| Masakr v Javoříčku                                | 5. května 1945                     | Javoříčko          | 38          | |
| Brandýská tragédie                                | 5. května 1945                     | Brandýs nad Orlicí | 15          | |
| Pochod smrti (Volary)                             | 6. května 1945                     | Volary             | 95–217      | Všechny oběti byly ženy, většina z nich maďarští Židé. Když pochod opustil 13. dubna 1945 koncentrační tábor Helmbrechts v Německu, zahrnovalo 1167 žen, z toho 577 židovských a 590 nežidovských, včetně 25 německých křesťanek, které všechny přežily. Celkový počet obětí se zdá být nejméně 217 (včetně asi 123, kteří byli zabiti nebo zahynuli v Německu před tím, než pochod překročil hranici 14. dubna u Aše/Aše ); 59 obětí bylo zastřeleno a 158 zahynulo vyčerpáním. |
| Masakr v Velkém Meziříčí                          | 6. května 1945                     | Velké Meziříčí     | nejméně 58  | Úplný počet mrtvých byl 60, včetně následně popravených. |
| Masakr v Leskovicích                              | 6. května 1945                     | Leskovice          | 18          | Úplný počet obětí byl 26, včetně 8 povstalců popravených nebo zabitých v boji předchozího dne; za masakr civilistů byl zodpovědný německý velitel SS Walter Hauck. |
| Masakr v Úsobské ulici                            | 6. května 1945                     | Praha              | 51          | Součást Pražského povstání. |
| Masakr v Psárech                                  | 6. května 1945                     | Psáry              | 13          | Součást Pražského povstání. |
| Masakr u Lednice                                  | 7. května 1945                     | okolí Lednice      | 22          | Pachatelé i oběti byli Němci. 22 německých vojáků bylo zastřeleno jako údajní dezertéři bez jakéhokoli soudu; vraždu osobně nařídil maršál Ferdinand Schörner. |
| Masakr v Kolíně                                   | 7. května 1945                     | Kolín              | 13–16       | Masakr vykonaný z rozkazu velitele kolínského gestapa – německého důstojníka Paula Hermanna Feustela. |
| Masakr v Třešti                                   | 7. května 1945                     | Třešť              | 34          | |
| Masakr ve Velkých Popovicích                      | 7. května 1945                     | Velké Popovice     | 29          | |
| Masakr v Lahovicích                               | 7. května 1945                     | Praha-Lahovice     | 21          | Součást Pražského povstání. |
| Masakr na Masarykově nádraží                      | 8. května 1945                     | Praha              | 53          | Součást Pražského povstání. |
| Masakr v Trhové Kamenici                          | 8. května 1945                     | Trhová Kamenice    | 13          | |
| Malínská tragédie                                 | 8. května 1945                     | Kutná Hora-Malín   | 11          | |

## Po osvobození Československa
| Name                                   | Date                           | Location                   | Deaths                   | Notes |
| -------------------------------------- | ------------------------------ | -------------------------- | ------------------------ | --- |
| Masakr Němců v Bartolomějské ulici     | 8. května 1945                 | Praha, Old Town            | 9                        | Na Starém Městě pražském (Barthomoläusgasse/Bartolomějská ulice č. 9) bylo 8. května odpoledne zabito 9 Němců, tři z nich byli vojáci Wehrmachtu. |
| Masakr Němců na Bořislavce             | 9. května 1945                 | Praha-Bořislavka           | 41                       | Zabití těchto Němců bylo nařízeno neznámou osobou v uniformě sovětského důstojníka. Součást následků Pražského povstání. |
| Vypálení Lejčkova                      | 9. května 1945                 | Dolní Hořice-Lejčkov       | 24                       | Masakr spácháný německými jednotkami po německé kapitulaci. Součást násilí po osvobození Československa. |
| Masakr v Bělovsi                       | 9. května 1945                 | Náchod                     | 9                        | tento masakr spáchaly jednotky Waffen-SS jeden celý den poté, co německá kapitulace vstoupila v platnost. Součást násilí po osvobození Československa. |
| Likvidace příslušníků vlasovců v Praze | po 9. květnu 1945              | Praha                      | okolo 200                | Obětí byli Rusové. Ráno 9. května 1945 dobyla Prahu sovětská Rudá armáda. Velmi brzy poté, asi 200 členů nacistické německé kolaborantské Ruské osvobozenecké armády nebo Vlasovovy armády , kteří zůstali ve městě, bylo zastřeleno Sověty jako zrádci SSSR. Úplný počet mrtvých mezi „Vlasovci“ byl mnohem vyšší, mnoho z nich bylo zabito jinde. |
| Masakr na Strahovském stadionu         | květen/červen 1945             | Praha-Strahov              | několik set              | Po 8. květnu 1945 bylo na největším pražském stadionu několik týdnů za extrémních podmínek internováno několik tisíc Němců. Docházelo k opakovaným popravám bez soudu a vysoké úmrtnosti kvůli nedostatku jídla a přístřeší; podle zprávy německého lékaře tam bylo drženo asi až 25 tisích lidí. Zpočátku většinu vězňů tvořili odzbrojení němečtí vojáci, po polovině května většinu civilistů. Stadion měl průměrnou obsazenost asi 9 tisíc a několik stovek bylo zabito nebo zahynulo. Stadion byl využíván jako tábor minimálně do 19. června 1945. Součást odsunu Němců z Československa . |
| Masakr v Lanškrouně                    | 17.–21. května 1945            | Lanškroun                  | nejméně 51               | Oběťmi byli Němci. Součást vysídlení Němců z Československa. |
| Masakr v Dobroníně                     | 19. května 1945                | Dobronín                   | nejméně 13–15            | Obětí byli zdejší Němci, zabiti byli motykami a lopatami. Součást vysídlení Němců z Československa. Hromadný hrob prozkoumala Policie ČR v roce 2010; našli nejméně 13 lidských těl. Přeživší tvrdili, že obětí bylo několik desítek. V květnu 2011 pak našla policie poblíž původního další masový hrob. |
| Masakry v táboře Hanke                 | 27. května – 12. června 1945   | Ostrava                    | 231                      | Oběťmi byli němečtí civilisté z Ostravy a okolí; většina byla zabita oběšením, několik bylo umučeno k smrti. Masakry se staly 27. května (6 zabitých), 28. května (18 zabitých), 29. května (17), 30. května (28) 1. června (12), 3. června (14), 4. června (23), 8. června (18) ), 9. června (26), 12. června (32). Poté došlo k výměně stráží českými úřady a do 3. července zemřelo jen dalších 5 lidí. Všechny oběti jsou známy celým jménem, událost je dobře zdokumentována českými historiky, jejichž nálezy po roce 1990 potvrzují dřívější sudetoněmecké zdroje.                        |
| Masakr v Ivančicích                    | květen/červen 1945             | Ivančice                   | 30–35                    | Česká partyzánská skupina "Josef Hybeš" pod velením A. Řepky zabila 30 až 35 Němců a údajných českých kolaborantů nacistického Německa. 18 z nich bylo popraveno po procesu u „revolučního lidového soudu“ 10. května 1945, 10 jmen je doloženo německým pramenem, 17 jmen z českých listin. |
| Brněnský pochod smrti                  | 30. května/začátek června 1945 | Brno a obce jižně od města | odhadem mezi 647 a 4 140 | Podle českých historiků bylo na moravské půdě zabito nebo zahynulo 649 Němců a dalších odhadem 1 050 zemřelo v Rakousku na následky pochodu smrti. Rakouští badatelé si vyžádali 1950 obětí samotného pochodu, 2000 obětí v táboře Pohořelice a dalších 190 obětí v okolních vesnicích. Celkem 4 140 německých obětí pocházelo z Brna. Dalších 1 062 lidí potom zemřelo v Rakousku. Součást odsunu Němců z Československa. |
| Popravy v Novém Boru                   | 2. června 1945                 | Nový Bor                   | 7                        | Oběťmi byli Němci; celkový počet obětí byl 8, včetně jednoho německého kolemjdoucího zabitého během poprav; rodiny obětí byly nuceny se přestěhovat za blízké německé hranice. Součást odsunu Němců z Československa . |
| Masakry v Tocově                       | 2., 3. and 5. června 1945      | Tocov                      | 31                       | Oběťmi byli čeští Němci. došlo ke třem masakrům: 2. června bylo zabito 5), v noci z 2. června na 3. června bylo zabito 6) a 5. června bylo zastřeleno 20. část odsunu Němců z ČSR ; událost byla v roce 1999 prověřována německými a českými státními zástupci, kteří potvrdili skutečnosti a identifikovali pachatele. |
| Masakr v Postoloprtech                 | 3.–7. června 1945              | Postoloprty                | nejméně 730              | Oběťmi byli němečtí muži a chlapci; Po 7. červnu 1945 bylo pohřešováno 822 mužů z Postoloprt. V roce 1947 bylo v Postoloprtech nalezeno celkem 763 těl, některé masové hroby pak byly připisovány dřívějším nacistickým pochodům smrti holocaustu. |
| Masakr v Podbořanech                   | 7. června 1945                 | Podbořany                  | 68                       | Oběťmi byli němečtí civilisté. Jména všech obětí a většiny pachatelů jsou známa, stejně jako místa dvou masových hrobů s 32 a 36 těly, které vyšetřovaly československé úřady v roce 1947. Událost zdokumentovalo několik českých a německých autorů, mj. Ota Filip. Součást odsunu Němců z Československa. |
| Masakr na Švédských šancích            | 18. a 19. června 1945          | Přerov                     | 265                      | Oběťmi byli etničtí Němci ze Slovenska; jedna Slovenka a její chlapec byli ušetřeni, německý otec byl však zastřelen. Hlavní pachatel masakru Karol Pazúr byl za svou účast zatčen a postaven před vojenský soud. V lednu 1949 byl odsouzen k 7,5 roku vězení, které bylo po odvolání zvýšeno na 20 let. V roce 1951 byl však Pazúr kvůli prezidentské amnestii předčasně propuštěn. Zemřel roku 1976. |
| Masakr na Bukové hoře                  | 30. června 1945                | Teplice nad Metují         | 23                       | Oběťmi byli Němci; ženy, děti a staří muži pochodovali k hranici, aby byli vyhnáni; jak polské úřady odmítly mentry, Němci byli zabiti. Součást odsunu Němců z Československa. |
| Ústecký masakr                         | 31. července 1945              | Ústí nad Labem             | nejméně 43               | Oběťmi byli ústečtí Němci. Tehdejší oficiální československé vyšetřování potvrdilo, že bylo zabito 43 lidí, ale skutečný počet se odhaduje nejméně na 100. Před rokem 1990 pak sudetoněmecké organizace uváděly počet 600–2800 obětí, tato čísla však nejsou podložena. Součást odsunu Němců z Československa. |